# Tres forns de calç al racó del Cintet (la Granja d'Escarp)
Tres forns de calç al racó del Cintet és una obra de la Granja d'Escarp (Segrià) inclosa a l'Inventari del Patrimoni Arquitectònic de Catalunya.

## Descripció
Es tracta de tres forns de calç en estat mitjà de conservació, col·locats un al costat de l'altre. No es conserven els capells de cap dels tres.
El parament és de pedra irregular disposada de forma desendreçada. Les boques són d'arc de mig punt adovellat tot i que de forma una mica tosca. Alguns d'aquests forns presenten un arc esbiaixat, previ a la boca, però de factura més nova. La boca està tapiada amb maons i la vegetació és abundant.